# Béroubouay
Béroubouay est l'un des cinq arrondissements de la commune de Bembéréké dans le département du Borgou au Bénin.

## Géographie
L'arrondissement de Béroubouay est situé au nord-est du Bénin et compte 5 villages que sont  Beroubouay Est, Beroubouay Ouest, Beroubouay Peulh, Kabanou et Sombouan.

## Démographie
Selon le recensement de la population de 2013 conduit par l'Institut national de la statistique et de l'analyse économique (INSAE), Béroubouay compte 17068 habitants  .

## Galerie

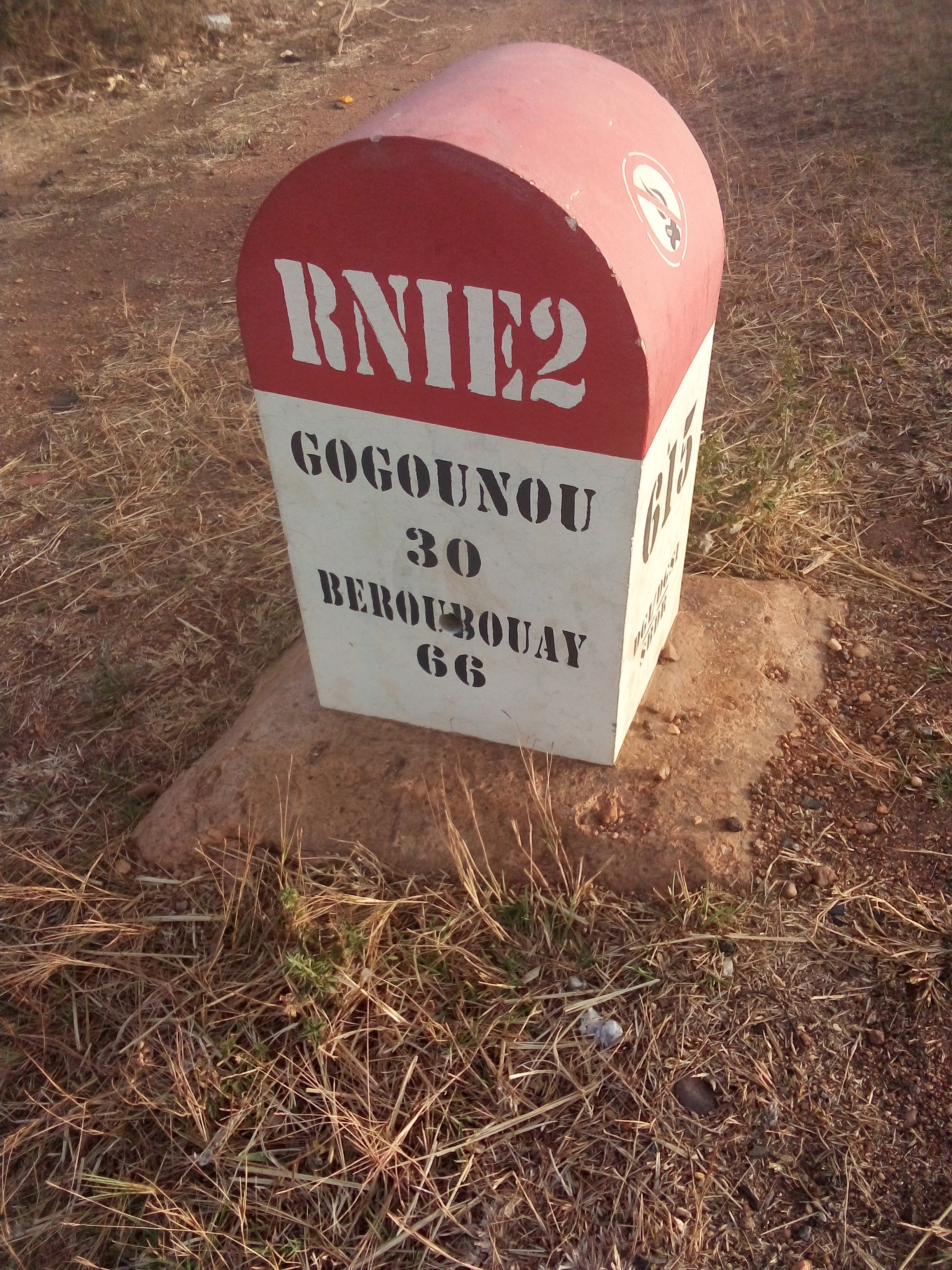
:RNIE2 Gogounou et Beroubouay
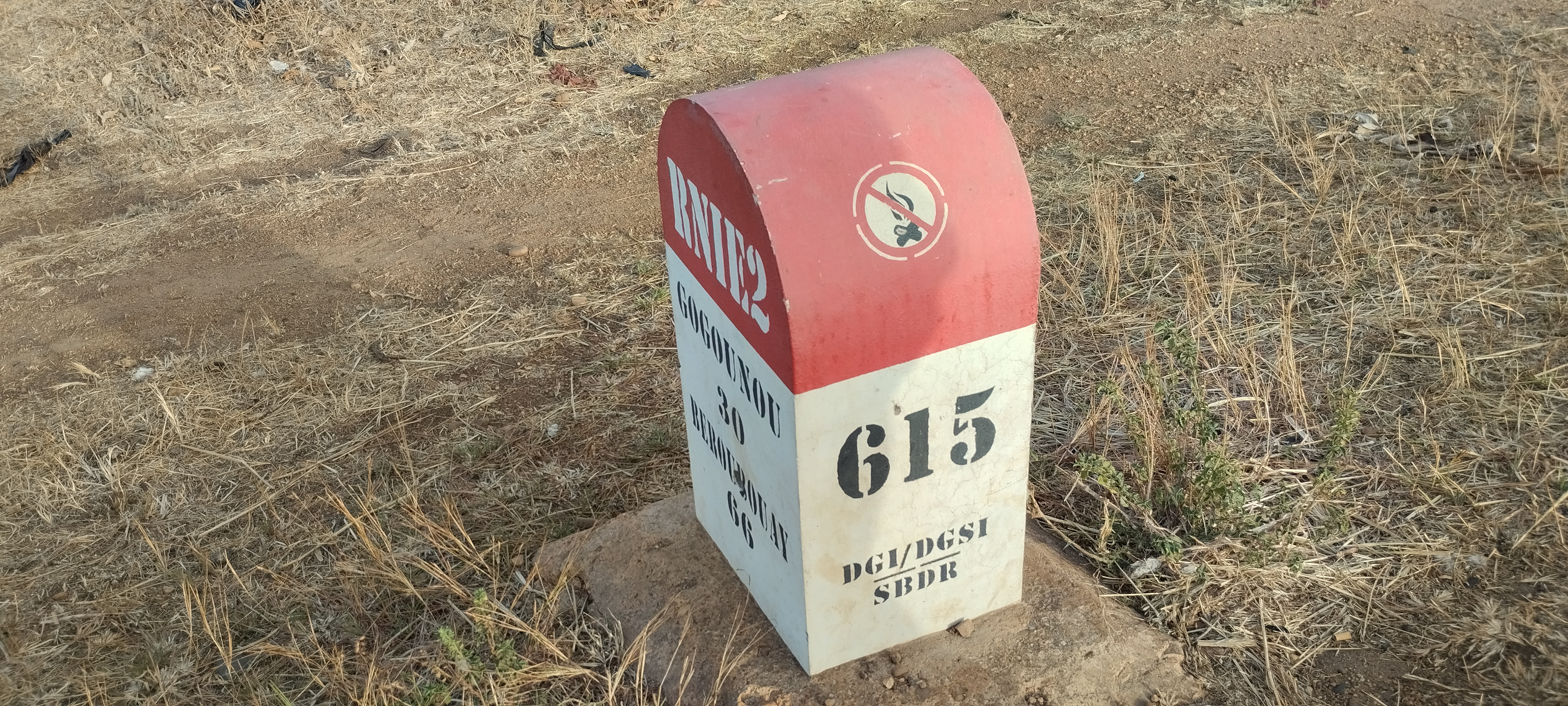
Borne de la ville de Gogounou et de Béroubouay
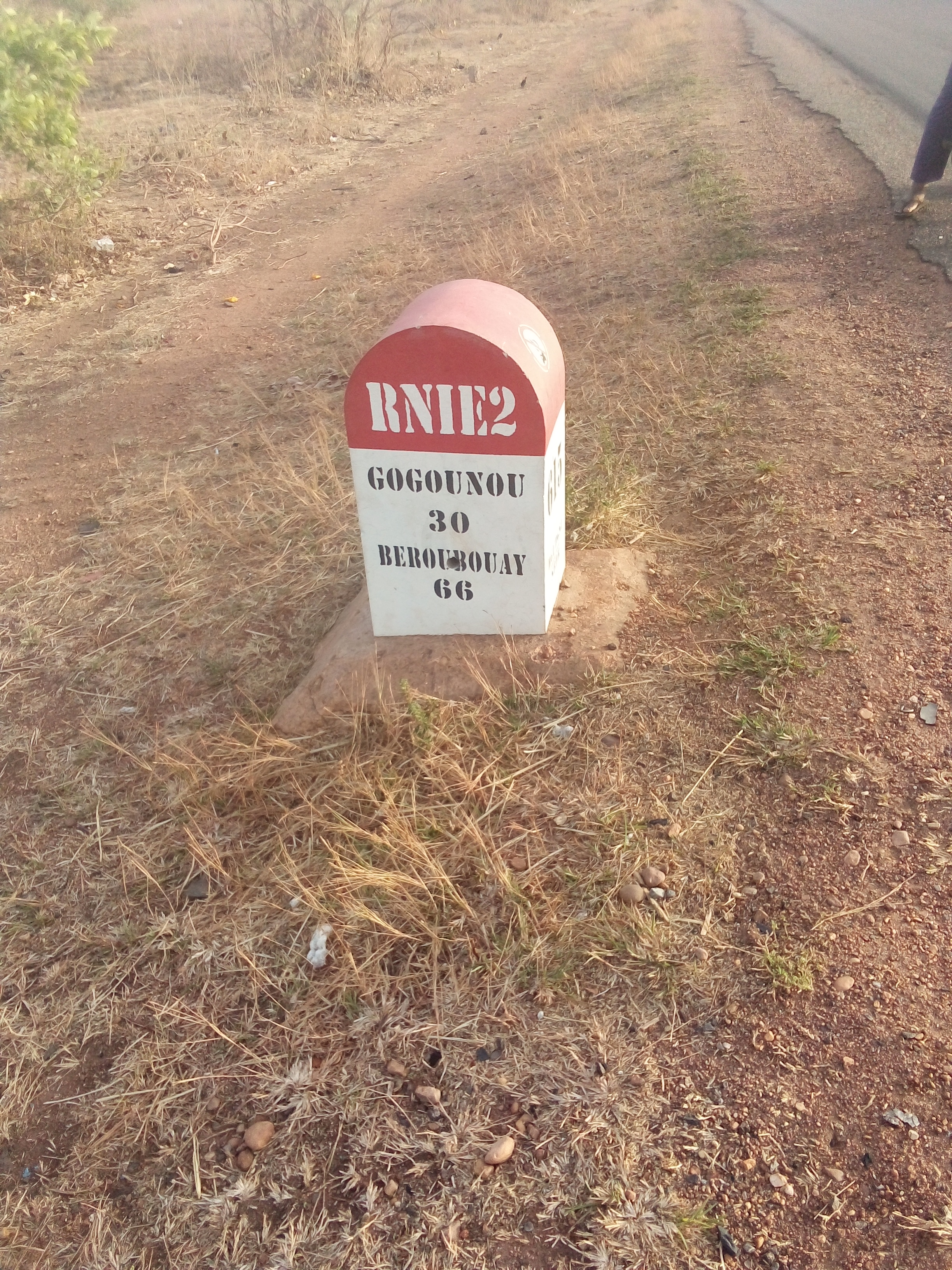
Gogounou et Beroubouay